# Lepanthes
Lepanthes är ett släkte av orkidéer som ingår i familjen orkidéer.

## Arter[1]
- Lepanthes abitaguae
- Lepanthes abortiva
- Lepanthes absens
- Lepanthes acarina
- Lepanthes aciculifolia
- Lepanthes acoridilabia
- Lepanthes acrogenia
- Lepanthes actias-luna
- Lepanthes aculeata
- Lepanthes acuminata
- Lepanthes acunae
- Lepanthes acutissima
- Lepanthes adamsii
- Lepanthes adelphe
- Lepanthes adrianae
- Lepanthes aduncata
- Lepanthes aeora
- Lepanthes affinis
- Lepanthes aggeris
- Lepanthes agglutinata
- Lepanthes aguirrei
- Lepanthes aithalos
- Lepanthes alcicornis
- Lepanthes alkaia
- Lepanthes allector
- Lepanthes almolongae
- Lepanthes alopex
- Lepanthes alticola
- Lepanthes alvarezii
- Lepanthes amabilis
- Lepanthes amphioxa
- Lepanthes amplectens
- Lepanthes amplior
- Lepanthes amplisepala
- Lepanthes anatina
- Lepanthes anchorifera
- Lepanthes ancylopetala
- Lepanthes andreettae
- Lepanthes anfracta
- Lepanthes angulata
- Lepanthes anisoloba
- Lepanthes ankistra
- Lepanthes anserina
- Lepanthes antennata
- Lepanthes antennifera
- Lepanthes antilocapra
- Lepanthes antiopa
- Lepanthes antioquiensis
- Lepanthes aperta
- Lepanthes apiculata
- Lepanthes appendiculata
- Lepanthes applanata
- Lepanthes aprica
- Lepanthes aprina
- Lepanthes aquila-borussiae
- Lepanthes arbaceae
- Lepanthes arbuscula
- Lepanthes arenasiana
- Lepanthes arethusa
- Lepanthes argentata
- Lepanthes ariasiana
- Lepanthes aries
- Lepanthes aristata
- Lepanthes asoma
- Lepanthes athena
- Lepanthes atomifera
- Lepanthes atrata
- Lepanthes attenuata
- Lepanthes atwoodii
- Lepanthes aubryi
- Lepanthes auditor
- Lepanthes aurea
- Lepanthes aures-asini
- Lepanthes auriculata
- Lepanthes aurita
- Lepanthes aurorae
- Lepanthes auspicata
- Lepanthes austinae
- Lepanthes avicularia
- Lepanthes avis
- Lepanthes bahorucana
- Lepanthes ballatrix
- Lepanthes barbae
- Lepanthes barbatula
- Lepanthes barbelifera
- Lepanthes barbigera
- Lepanthes barbosae
- Lepanthes beatriziae
- Lepanthes beharii
- Lepanthes benzingii
- Lepanthes biappendiculata
- Lepanthes bibarbullata
- Lepanthes bifalcis
- Lepanthes bifurcata
- Lepanthes biglomeris
- Lepanthes bilabiata
- Lepanthes biloba
- Lepanthes binaria
- Lepanthes bipinnatula
- Lepanthes bipollicaris
- Lepanthes bitriangularis
- Lepanthes bituberculata
- Lepanthes bivalvis
- Lepanthes blepharantha
- Lepanthes blephariglossa
- Lepanthes blepharistes
- Lepanthes blepharophylla
- Lepanthes boomerang
- Lepanthes boyacensis
- Lepanthes braccata
- Lepanthes brachypogon
- Lepanthes brachystele
- Lepanthes bradei
- Lepanthes branchifera
- Lepanthes brasiliensis
- Lepanthes breedlovei
- Lepanthes brenneri
- Lepanthes brevis
- Lepanthes brunnescens
- Lepanthes bustyla
- Lepanthes byfieldii
- Lepanthes cacique-tone
- Lepanthes cactoura
- Lepanthes caesariata
- Lepanthes calimae
- Lepanthes calliope
- Lepanthes callisto
- Lepanthes calocodon
- Lepanthes calodictyon
- Lepanthes calopetala
- Lepanthes calophlebia
- Lepanthes caloptera
- Lepanthes caloura
- Lepanthes caluffii
- Lepanthes calypso
- Lepanthes calyptrata
- Lepanthes campodostele
- Lepanthes camptica
- Lepanthes canaliculata
- Lepanthes candida
- Lepanthes capistrata
- Lepanthes capitana
- Lepanthes caprimulgus
- Lepanthes cardiocheila
- Lepanthes carinata
- Lepanthes caritensis
- Lepanthes caroli-lueri
- Lepanthes carunculigera
- Lepanthes carvii
- Lepanthes casasae
- Lepanthes cassicula
- Lepanthes cassidea
- Lepanthes catella
- Lepanthes catlingii
- Lepanthes cauda-avis
- Lepanthes caudata
- Lepanthes caudatisepala
- Lepanthes caudigera
- Lepanthes caveroi
- Lepanthes celox
- Lepanthes cerambyx
- Lepanthes cercion
- Lepanthes chameleon
- Lepanthes chapina
- Lepanthes chelonion
- Lepanthes chiangii
- Lepanthes chilopsis
- Lepanthes chimaera
- Lepanthes chinapintae
- Lepanthes chiriquensis
- Lepanthes chorista
- Lepanthes chrysina
- Lepanthes chrysostigma
- Lepanthes ciliaris
- Lepanthes ciliicampa
- Lepanthes ciliisepala
- Lepanthes ciliolata
- Lepanthes cincinnata
- Lepanthes cingens
- Lepanthes circularis
- Lepanthes cirrata
- Lepanthes clandestina
- Lepanthes clareae
- Lepanthes clarkii
- Lepanthes clausa
- Lepanthes cleistogama
- Lepanthes climax
- Lepanthes cloesii
- Lepanthes cobanensis
- Lepanthes cocculifera
- Lepanthes cochleariifolia
- Lepanthes cochliops
- Lepanthes coeloglossa
- Lepanthes cogolloi
- Lepanthes columbar
- Lepanthes comadresina
- Lepanthes complicata
- Lepanthes composita
- Lepanthes concavella
- Lepanthes conchilabia
- Lepanthes conchyliata
- Lepanthes conconula
- Lepanthes condorensis
- Lepanthes confusa
- Lepanthes confusoides
- Lepanthes conjuncta
- Lepanthes constanzae
- Lepanthes contingens
- Lepanthes convexa
- Lepanthes cordata
- Lepanthes cordeliae
- Lepanthes cordilabia
- Lepanthes corkyae
- Lepanthes cornualis
- Lepanthes cornutipetala
- Lepanthes corrugata
- Lepanthes costaricensis
- Lepanthes costata
- Lepanthes cotyledon
- Lepanthes cotylisca
- Lepanthes craticia
- Lepanthes cremasta
- Lepanthes cremersii
- Lepanthes cribbii
- Lepanthes crista-piscis
- Lepanthes crista-pulli
- Lepanthes crucipetala
- Lepanthes crucis
- Lepanthes cryptostele
- Lepanthes ctenophora
- Lepanthes cuatrecasasii
- Lepanthes cubensis
- Lepanthes cucullata
- Lepanthes culex
- Lepanthes cuneiformis
- Lepanthes cunicularis
- Lepanthes curiosa
- Lepanthes cuspidata
- Lepanthes cyanoptera
- Lepanthes cyclochila
- Lepanthes cymbium
- Lepanthes cyrillicola
- Lepanthes cyrtostele
- Lepanthes dactyla
- Lepanthes dactylina
- Lepanthes dalessandroi
- Lepanthes darioi
- Lepanthes dasyura
- Lepanthes davidsei
- Lepanthes dawsonii
- Lepanthes debedoutii
- Lepanthes debilis
- Lepanthes decipiens
- Lepanthes declivis
- Lepanthes decoris
- Lepanthes decurva
- Lepanthes decussata
- Lepanthes deficiens
- Lepanthes deformis
- Lepanthes deleastes
- Lepanthes delhierroi
- Lepanthes deliciasensis
- Lepanthes deliqua
- Lepanthes demissa
- Lepanthes denticulata
- Lepanthes destituta
- Lepanthes detecta
- Lepanthes deutera
- Lepanthes dewildei
- Lepanthes diabolica
- Lepanthes diaziae
- Lepanthes dichroma
- Lepanthes dictydion
- Lepanthes dictyota
- Lepanthes dicycla
- Lepanthes dicyrtopetala
- Lepanthes didactyla
- Lepanthes didyma
- Lepanthes discolor
- Lepanthes disjuncta
- Lepanthes disticha
- Lepanthes divaricata
- Lepanthes dodiana
- Lepanthes dodsonii
- Lepanthes doeringii
- Lepanthes dolabrata
- Lepanthes dolabriformis
- Lepanthes domingensis
- Lepanthes dondodii
- Lepanthes dorsalis
- Lepanthes dotae
- Lepanthes dressleri
- Lepanthes droseroides
- Lepanthes dryades
- Lepanthes duidensis
- Lepanthes dumbo
- Lepanthes dunstervilleorum
- Lepanthes dussii
- Lepanthes echidion
- Lepanthes echidna
- Lepanthes echinata
- Lepanthes echo
- Lepanthes eciliata
- Lepanthes ectopa
- Lepanthes edentula
- Lepanthes effusa
- Lepanthes ejecta
- Lepanthes ekmanii
- Lepanthes elaeanorae
- Lepanthes elaminata
- Lepanthes elata
- Lepanthes electilis
- Lepanthes elegans
- Lepanthes elegantula
- Lepanthes elephantina
- Lepanthes elliptica
- Lepanthes elongata
- Lepanthes eltoroensis
- Lepanthes elytrifera
- Lepanthes embreei
- Lepanthes empticia
- Lepanthes enca-barcenae
- Lepanthes epibator
- Lepanthes equicalceolata
- Lepanthes equus-frisiae
- Lepanthes erepsis
- Lepanthes erinacea
- Lepanthes eriocampa
- Lepanthes eros
- Lepanthes eruca
- Lepanthes erucifera
- Lepanthes erythrocles
- Lepanthes erythrostanga
- Lepanthes erythroxantha
- Lepanthes escifera
- Lepanthes escobariana
- Lepanthes esmeralda
- Lepanthes estrellensis
- Lepanthes eumeces
- Lepanthes evansiae
- Lepanthes exaltata
- Lepanthes excavata
- Lepanthes excedens
- Lepanthes exigua
- Lepanthes exilis
- Lepanthes eximia
- Lepanthes exogena
- Lepanthes exotica
- Lepanthes expansa
- Lepanthes exposita
- Lepanthes exserta
- Lepanthes falcata
- Lepanthes falcifera
- Lepanthes fascinata
- Lepanthes felis
- Lepanthes ferax
- Lepanthes ferrelliae
- Lepanthes fibulifera
- Lepanthes filamentosa
- Lepanthes fimbriata
- Lepanthes fiskei
- Lepanthes fissa
- Lepanthes flaccida
- Lepanthes flexuosa
- Lepanthes florencia
- Lepanthes floresii
- Lepanthes focalis
- Lepanthes fonnegrae
- Lepanthes forceps
- Lepanthes forcipifera
- Lepanthes foreroi
- Lepanthes foveata
- Lepanthes fractiflexa
- Lepanthes fratercula
- Lepanthes frigida
- Lepanthes fuchsii
- Lepanthes fuertesii
- Lepanthes fugiens
- Lepanthes fulva
- Lepanthes furcata
- Lepanthes furcatipetala
- Lepanthes fusiformis
- Lepanthes gabriellae
- Lepanthes gaileana
- Lepanthes galeottiana
- Lepanthes garayi
- Lepanthes gargantua
- Lepanthes gargoyla
- Lepanthes gelata
- Lepanthes gemina
- Lepanthes geminipetala
- Lepanthes gemmula
- Lepanthes generi
- Lepanthes geniculata
- Lepanthes georgii
- Lepanthes gerardensis
- Lepanthes gibberosa
- Lepanthes gin-ganii
- Lepanthes giraldoi
- Lepanthes glabella
- Lepanthes glaberrima
- Lepanthes glacensis
- Lepanthes glicensteinii
- Lepanthes glochidea
- Lepanthes glomerulosa
- Lepanthes gloris
- Lepanthes glossites
- Lepanthes gnoma
- Lepanthes golbasto
- Lepanthes golondrina
- Lepanthes gossamera
- Lepanthes gracillima
- Lepanthes grandiflora
- Lepanthes gratiosa
- Lepanthes greenwoodii
- Lepanthes grildrig
- Lepanthes grisebachiana
- Lepanthes grossiradix
- Lepanthes grypha
- Lepanthes guaduasensis
- Lepanthes guanacasensis
- Lepanthes guanacastensis
- Lepanthes guardiana
- Lepanthes guatemalensis
- Lepanthes guerrerensis
- Lepanthes gustavoi
- Lepanthes gustavo-romeroi
- Lepanthes gutula-sanguinis
- Lepanthes habenifera
- Lepanthes hagsateri
- Lepanthes hamiltonii
- Lepanthes hamulifera
- Lepanthes hastata
- Lepanthes helcium
- Lepanthes helgae
- Lepanthes helicocephala
- Lepanthes helleri
- Lepanthes hemirhoda
- Lepanthes heptapus
- Lepanthes hermansii
- Lepanthes herpaga
- Lepanthes herrerae
- Lepanthes herzogii
- Lepanthes hexapus
- Lepanthes hippocrepica
- Lepanthes hirpex
- Lepanthes hirsuta
- Lepanthes hirsutula
- Lepanthes hirtzii
- Lepanthes hispidosa
- Lepanthes hoeijeri
- Lepanthes hollymountensis
- Lepanthes homotaxis
- Lepanthes hondurensis
- Lepanthes horichii
- Lepanthes horribilis
- Lepanthes horrida
- Lepanthes hortensis
- Lepanthes hotteana
- Lepanthes hubeinii
- Lepanthes huehuetenangensis
- Lepanthes hughsonii
- Lepanthes hurgo
- Lepanthes hydrae
- Lepanthes hymenoptera
- Lepanthes hyphosa
- Lepanthes hystrix
- Lepanthes ibanezii
- Lepanthes ictalurus
- Lepanthes ilensis
- Lepanthes illex
- Lepanthes illinizae
- Lepanthes imbricans
- Lepanthes imitator
- Lepanthes implexa
- Lepanthes imposita
- Lepanthes impotens
- Lepanthes inaequalis
- Lepanthes inaequisepala
- Lepanthes inamoena
- Lepanthes incantata
- Lepanthes incisa
- Lepanthes incredibilis
- Lepanthes incurva
- Lepanthes inescata
- Lepanthes ingridiana
- Lepanthes inornata
- Lepanthes insolita
- Lepanthes interiorubra
- Lepanthes intonsa
- Lepanthes intricata
- Lepanthes ionoptera
- Lepanthes iricolor
- Lepanthes irrasa
- Lepanthes isabeliae
- Lepanthes isochila
- Lepanthes isosceles
- Lepanthes jackinpyxa
- Lepanthes jamboeensis
- Lepanthes jamesonii
- Lepanthes janitor
- Lepanthes janus
- Lepanthes jardinensis
- Lepanthes javieri
- Lepanthes jayandella
- Lepanthes jesupii
- Lepanthes jimburae
- Lepanthes jimenezii
- Lepanthes johnsonii
- Lepanthes josei
- Lepanthes jostii
- Lepanthes jubata
- Lepanthes jugum
- Lepanthes juninensis
- Lepanthes katleri
- Lepanthes koehleri
- Lepanthes kuijtii
- Lepanthes labiata
- Lepanthes laevis
- Lepanthes lanceolata
- Lepanthes lancifolia
- Lepanthes lappacea
- Lepanthes larvina
- Lepanthes lasiopetala
- Lepanthes latisepala
- Lepanthes laxa
- Lepanthes laxiflora
- Lepanthes lehmannii
- Lepanthes lenticularis
- Lepanthes ligiae
- Lepanthes ligulata
- Lepanthes lilijae
- Lepanthes lilliputae
- Lepanthes limbata
- Lepanthes limbellata
- Lepanthes lindleyana
- Lepanthes linealis
- Lepanthes linguifera
- Lepanthes lingulosa
- Lepanthes llamachoi
- Lepanthes llanganatensis
- Lepanthes llipiensis
- Lepanthes lloensis
- Lepanthes loboauriculatus
- Lepanthes loddigesiana
- Lepanthes longiacuminata
- Lepanthes longiloba
- Lepanthes longipedicellata
- Lepanthes longiracemosa
- Lepanthes lophius
- Lepanthes lucifer
- Lepanthes luisii
- Lepanthes lunaris
- Lepanthes lupula
- Lepanthes lycocephala
- Lepanthes lymphosa
- Lepanthes lynniana
- Lepanthes macalpinii
- Lepanthes maccolmiana
- Lepanthes machogaffensis
- Lepanthes machorroi
- Lepanthes macrantha
- Lepanthes macrostylis
- Lepanthes macrotica
- Lepanthes maduroi
- Lepanthes magnifica
- Lepanthes magnipetala
- Lepanthes mairae
- Lepanthes maldonadoae
- Lepanthes mammillata
- Lepanthes manabina
- Lepanthes marahuacensis
- Lepanthes marcanoi
- Lepanthes mariae
- Lepanthes mariposa
- Lepanthes marshana
- Lepanthes martae
- Lepanthes marthae
- Lepanthes martineae
- Lepanthes martinezii
- Lepanthes mastix
- Lepanthes matudana
- Lepanthes maxillaris
- Lepanthes maxima
- Lepanthes maxonii
- Lepanthes mayordomoensis
- Lepanthes mazatlanensis
- Lepanthes medusa
- Lepanthes mefueensis
- Lepanthes megalocephala
- Lepanthes megalostele
- Lepanthes meganthera
- Lepanthes mekynochila
- Lepanthes melanocaulon
- Lepanthes meleagris
- Lepanthes melpomene
- Lepanthes membranacea
- Lepanthes menatoi
- Lepanthes mendozae
- Lepanthes meniscophora
- Lepanthes meniskos
- Lepanthes mentosa
- Lepanthes mephistopheles
- Lepanthes micellilabia
- Lepanthes microdonta
- Lepanthes microglottis
- Lepanthes micronyx
- Lepanthes micropetala
- Lepanthes microscopica
- Lepanthes migueliana
- Lepanthes mimetica
- Lepanthes miniflora
- Lepanthes minima
- Lepanthes minutilabia
- Lepanthes minutipetala
- Lepanthes minutissima
- Lepanthes minyglossa
- Lepanthes mirabilis
- Lepanthes miraculum
- Lepanthes mirador
- Lepanthes mittelstaedtii
- Lepanthes mixe
- Lepanthes mollis
- Lepanthes monilia
- Lepanthes monitor
- Lepanthes mononeura
- Lepanthes monoptera
- Lepanthes monteverdensis
- Lepanthes montis-narae
- Lepanthes montis-rotundi
- Lepanthes mooreana
- Lepanthes moorei
- Lepanthes morleyi
- Lepanthes mornicola
- Lepanthes moscosoi
- Lepanthes motozintlensis
- Lepanthes mucronata
- Lepanthes mulleriana
- Lepanthes multiflora
- Lepanthes muscula
- Lepanthes myiophora
- Lepanthes myoxophora
- Lepanthes mystax
- Lepanthes nagelii
- Lepanthes nana
- Lepanthes nanegalensis
- Lepanthes narcissus
- Lepanthes nautilus
- Lepanthes navicularis
- Lepanthes nebulina
- Lepanthes necae
- Lepanthes necopina
- Lepanthes neillii
- Lepanthes nematodes
- Lepanthes nematostele
- Lepanthes nicolasii
- Lepanthes niesseniae
- Lepanthes nigriscapa
- Lepanthes niphas
- Lepanthes nitida
- Lepanthes nivea
- Lepanthes noelii
- Lepanthes nontecta
- Lepanthes norae
- Lepanthes nubicola
- Lepanthes nulla
- Lepanthes nummularia
- Lepanthes nutanticaulis
- Lepanthes nycteris
- Lepanthes nymphalis
- Lepanthes oaxacana
- Lepanthes obliquiloba
- Lepanthes obovata
- Lepanthes obtusa
- Lepanthes obtusipetala
- Lepanthes occidentalis
- Lepanthes octavioi
- Lepanthes octocornuta
- Lepanthes octopus
- Lepanthes odobenella
- Lepanthes odontocera
- Lepanthes odontolabis
- Lepanthes ollaris
- Lepanthes olmosii
- Lepanthes omnifera
- Lepanthes opetidion
- Lepanthes ophelma
- Lepanthes ophioglossa
- Lepanthes ophiostele
- Lepanthes orbella
- Lepanthes orchestris
- Lepanthes ordonezii
- Lepanthes oreibates
- Lepanthes oreocharis
- Lepanthes oreophila
- Lepanthes orion
- Lepanthes ornithocephala
- Lepanthes ortegae
- Lepanthes oscarii
- Lepanthes oscillifera
- Lepanthes osiris
- Lepanthes ostraconopetala
- Lepanthes otara
- Lepanthes oteroi
- Lepanthes otopetala
- Lepanthes ovalis
- Lepanthes ova-rajae
- Lepanthes oxapampaensis
- Lepanthes oxybaphon
- Lepanthes oxypetala
- Lepanthes oxyphylla
- Lepanthes pachoi
- Lepanthes pachyglossa
- Lepanthes pachyphylla
- Lepanthes paivaeana
- Lepanthes palaga
- Lepanthes palatoflora
- Lepanthes palpebralis
- Lepanthes pan
- Lepanthes panicellus
- Lepanthes panisca
- Lepanthes panope
- Lepanthes pantomima
- Lepanthes papallactae
- Lepanthes papilio
- Lepanthes papilionacea
- Lepanthes papillipetala
- Lepanthes papyrophylla
- Lepanthes paradoxa
- Lepanthes pariaensis
- Lepanthes parmata
- Lepanthes parvilabia
- Lepanthes parvula
- Lepanthes pastoensis
- Lepanthes pastorellii
- Lepanthes pectinata
- Lepanthes pecunialis
- Lepanthes pedunculata
- Lepanthes pelorostele
- Lepanthes pelvis
- Lepanthes pelyx
- Lepanthes pendens
- Lepanthes pendula
- Lepanthes penicillata
- Lepanthes penicillifera
- Lepanthes pentoxys
- Lepanthes perdita
- Lepanthes pergracilis
- Lepanthes persimilis
- Lepanthes petalolenta
- Lepanthes petalopteryx
- Lepanthes pexa
- Lepanthes phalloides
- Lepanthes pholeter
- Lepanthes phrixothrix
- Lepanthes pictilis
- Lepanthes piepolis
- Lepanthes pileata
- Lepanthes pilosa
- Lepanthes pilosella
- Lepanthes pilosiaures
- Lepanthes pinnatula
- Lepanthes planadensis
- Lepanthes platysepala
- Lepanthes plectilis
- Lepanthes pleurorachis
- Lepanthes pleurothallopsis
- Lepanthes plumifera
- Lepanthes poasensis
- Lepanthes politilabia
- Lepanthes pollardii
- Lepanthes polytricha
- Lepanthes popayanensis
- Lepanthes porracea
- Lepanthes portillae
- Lepanthes posadae
- Lepanthes posthon
- Lepanthes praemorsa
- Lepanthes pretiosa
- Lepanthes privigna
- Lepanthes proboscidis
- Lepanthes proctorii
- Lepanthes prolifera
- Lepanthes prora
- Lepanthes protuberans
- Lepanthes pseudocaulescens
- Lepanthes pseudomucronata
- Lepanthes psomion
- Lepanthes psyche
- Lepanthes pteroglossa
- Lepanthes pteropogon
- Lepanthes pterygion
- Lepanthes ptyxis
- Lepanthes pubes
- Lepanthes pubescens
- Lepanthes pubicaulis
- Lepanthes puck
- Lepanthes pulchella
- Lepanthes pulcherrima
- Lepanthes pumila
- Lepanthes purpurata
- Lepanthes purpurea
- Lepanthes purulhaensis
- Lepanthes pycnogenia
- Lepanthes pygmaea
- Lepanthes pyramidalis
- Lepanthes quadrata
- Lepanthes quadricornis
- Lepanthes quadrispatulata
- Lepanthes quandi
- Lepanthes quasimodo
- Lepanthes quaternaria
- Lepanthes quetzalensis
- Lepanthes quisqueyana
- Lepanthes rabei
- Lepanthes racemosa
- Lepanthes rafaeliana
- Lepanthes ramonensis
- Lepanthes ramosii
- Lepanthes rauhii
- Lepanthes recurva
- Lepanthes refracta
- Lepanthes regularis
- Lepanthes rekoi
- Lepanthes renzii
- Lepanthes repens
- Lepanthes reticulata
- Lepanthes retusa
- Lepanthes reventador
- Lepanthes revoluta
- Lepanthes rhodophylla
- Lepanthes rhynchion
- Lepanthes ribes
- Lepanthes ricaurtensis
- Lepanthes ricii
- Lepanthes ricina
- Lepanthes ridicula
- Lepanthes rigidigitata
- Lepanthes ringens
- Lepanthes rodrigogonzalesii
- Lepanthes rodrigoi
- Lepanthes roezliana
- Lepanthes rosoria
- Lepanthes rostrata
- Lepanthes rotundata
- Lepanthes rotundifolia
- Lepanthes rubripetala
- Lepanthes rubrolineata
- Lepanthes rudicula
- Lepanthes rudipetala
- Lepanthes rupestris
- Lepanthes rupicola
- Lepanthes ruscifolia
- Lepanthes ruthiana
- Lepanthes rutkisii
- Lepanthes rutrum
- Lepanthes saccata
- Lepanthes salazarii
- Lepanthes salpiginosa
- Lepanthes saltator
- Lepanthes saltatrix
- Lepanthes samacensis
- Lepanthes sanguinea
- Lepanthes sannio
- Lepanthes satyrica
- Lepanthes scalaris
- Lepanthes scansor
- Lepanthes scapha
- Lepanthes schiedei
- Lepanthes schizix
- Lepanthes schizocardia
- Lepanthes schizura
- Lepanthes schnitteri
- Lepanthes schugii
- Lepanthes schultesii
- Lepanthes scolex
- Lepanthes scolops
- Lepanthes scopula
- Lepanthes scopulifera
- Lepanthes scrotifera
- Lepanthes seegeri
- Lepanthes selenitepala
- Lepanthes selliana
- Lepanthes semilaminata
- Lepanthes semperflorens
- Lepanthes serialina
- Lepanthes sericinitens
- Lepanthes series
- Lepanthes serriola
- Lepanthes setifera
- Lepanthes sigsigensis
- Lepanthes sijmii
- Lepanthes silenus
- Lepanthes sillarensis
- Lepanthes silvae
- Lepanthes silverstonei
- Lepanthes similis
- Lepanthes simplex
- Lepanthes singularis
- Lepanthes sinuosa
- Lepanthes skeleton
- Lepanthes smaragdina
- Lepanthes sobrina
- Lepanthes solicitor
- Lepanthes sororcula
- Lepanthes sotoana
- Lepanthes sotoi
- Lepanthes sousae
- Lepanthes spadariae
- Lepanthes speciosa
- Lepanthes spelynx
- Lepanthes splendida
- Lepanthes spruceana
- Lepanthes staatsiana
- Lepanthes stalactites
- Lepanthes standleyi
- Lepanthes stefaniae
- Lepanthes stegastes
- Lepanthes stelidantha
- Lepanthes stelidilabia
- Lepanthes stelidipetala
- Lepanthes stellaris
- Lepanthes stenophylla
- Lepanthes stenorhyncha
- Lepanthes stenoscleros
- Lepanthes stenosepala
- Lepanthes steyermarkii
- Lepanthes stimsonii
- Lepanthes striata
- Lepanthes striatifolia
- Lepanthes strumosa
- Lepanthes stupenda
- Lepanthes suarezii
- Lepanthes suavium
- Lepanthes subalpina
- Lepanthes subdimidiata
- Lepanthes subulata
- Lepanthes sucumbiensis
- Lepanthes sulcata
- Lepanthes superposita
- Lepanthes surrogata
- Lepanthes sybax
- Lepanthes synema
- Lepanthes systole
- Lepanthes tachirensis
- Lepanthes tactiquensis
- Lepanthes tamaensis
- Lepanthes tanekes
- Lepanthes teaguei
- Lepanthes tecpanica
- Lepanthes tectorum
- Lepanthes telipogoniflora
- Lepanthes tentaculata
- Lepanthes tenuiloba
- Lepanthes tenuis
- Lepanthes terborchii
- Lepanthes teres
- Lepanthes teretipetala
- Lepanthes terpsichore
- Lepanthes tetrachaeta
- Lepanthes tetracola
- Lepanthes tetroptera
- Lepanthes thalia
- Lepanthes thoerleae
- Lepanthes thoracica
- Lepanthes thurstoniorum
- Lepanthes thylax
- Lepanthes thysanota
- Lepanthes tibouchinicola
- Lepanthes tigrina
- Lepanthes tipulifera
- Lepanthes titanica
- Lepanthes tomentosa
- Lepanthes tonduziana
- Lepanthes tortilis
- Lepanthes tortuosa
- Lepanthes totontepecensis
- Lepanthes tracheia
- Lepanthes transparens
- Lepanthes triangularis
- Lepanthes trichidion
- Lepanthes trichocaulis
- Lepanthes trichodactyla
- Lepanthes tricuspidata
- Lepanthes tricuspis
- Lepanthes tridactyla
- Lepanthes tridens
- Lepanthes tridentata
- Lepanthes trifurcata
- Lepanthes trimerinx
- Lepanthes trinaria
- Lepanthes triura
- Lepanthes troglodytes
- Lepanthes troxis
- Lepanthes trullifera
- Lepanthes truncata
- Lepanthes truncatipetala
- Lepanthes tsubotae
- Lepanthes tubuliflora
- Lepanthes tudiana
- Lepanthes tuerckheimii
- Lepanthes tungurahuae
- Lepanthes turialvae
- Lepanthes turquinoensis
- Lepanthes umbonata
- Lepanthes umbonifera
- Lepanthes uncifera
- Lepanthes unguicularis
- Lepanthes unijuga
- Lepanthes unitrinervis
- Lepanthes urania
- Lepanthes urbaniana
- Lepanthes uribei
- Lepanthes urotepala
- Lepanthes ursula
- Lepanthes usitata
- Lepanthes uvallensis
- Lepanthes uxoria
- Lepanthes wageneri
- Lepanthes vaginans
- Lepanthes vaginosa
- Lepanthes valenciae
- Lepanthes valerioi
- Lepanthes vareschii
- Lepanthes vasquezii
- Lepanthes vatrax
- Lepanthes velata
- Lepanthes veleziana
- Lepanthes velifera
- Lepanthes vellicata
- Lepanthes wendlandii
- Lepanthes wendtii
- Lepanthes venusta
- Lepanthes verapazensis
- Lepanthes vermicularis
- Lepanthes werneri
- Lepanthes versicolor
- Lepanthes vespa
- Lepanthes vespertilio
- Lepanthes vestigialis
- Lepanthes whittenii
- Lepanthes viahoensis
- Lepanthes via-incarum
- Lepanthes vibrissa
- Lepanthes viebrockiana
- Lepanthes vieirae
- Lepanthes williamsii
- Lepanthes villosa
- Lepanthes vinacea
- Lepanthes vivipara
- Lepanthes vogelii
- Lepanthes volador
- Lepanthes volsella
- Lepanthes volvox
- Lepanthes woodburyana
- Lepanthes woodfredensis
- Lepanthes woodiana
- Lepanthes voodoo
- Lepanthes wrightii
- Lepanthes wullschlaegelii
- Lepanthes vulpina
- Lepanthes xenos
- Lepanthes ximenae
- Lepanthes yanganae
- Lepanthes yunckeri
- Lepanthes yuvilensis
- Lepanthes zamorensis
- Lepanthes zanklopetala
- Lepanthes zapatae
- Lepanthes zapotensis
- Lepanthes zelenkoi
- Lepanthes zettleri
- Lepanthes zongoensis
- Lepanthes zunagensis
- Lepanthes zygion